# Morgunblaðið
Morgunblaðið (LITERALMENTE Diário da Manhã; TRANSLITERADO Morgunbladid) é um jornal diário, com circulação na Islândia. Foi fundado em 1913 por Vilhjálmur Finsen. O diário descreve a sua posição como independente, embora tenha tido inicialmente uma orientação política conservadora – liberal, e atualmente seja considerado próximo do Partido da Independência. Com uma tiragem à volta de 50 000 – 55 000 exemplares, é o maior jornal do país.